# Kote gaeshi
Die Technik Kote gaeshi (japanisch 小手返し, von kote, wörtlich Unterarm, und kaesu, wörtlich zurückgeben) wird in vielen Kampfkünsten ausgeführt. Die Erläuterungen beziehen sich auf Aikidō.
Zusammen mit Ikkyō, Shihō nage und Irimi nage zählt Kote gaeshi im Aikidō zu den Basistechniken.
Eine Vielzahl von Angriffen ist geeignet, dass Kote gaeshi darauf angewandt wird. Die Technik wird hauptsächlich ausgeführt, indem ein Handgelenk des Angreifers einwärts gedreht wird. Dabei platziert der Aikidōka während der Ausführung geeigneter Ausweich- und Eingangsbewegungen seine dem Angreifer zugewandte Hand um dessen Handgelenk. Mit den Fingern umgreift er den Pulsbereich und der Daumen kommt auf dem Knöchel des kleinen Fingers zu liegen. Durch entsprechend aufgesetzten Druck und gegebenenfalls mit der Unterstützung seiner zweiten Hand wird die Drehung ins Handgelenk geführt. Es sind jedoch bei entsprechender Position des Aikidō-Praktikanten relativ zum Angreifer auch andere Varianten mit Auswärtsdrehung möglich.
Die Drehung führt bei erster Betrachtung dazu, dass der Angreifer mittels Hebelwirkung ins Gelenk zu einer Positionsänderung oder in einen Wurf gezwungen wird. Dabei steht die bloße Krafteinwirkung im Vordergrund.
Bei näherer Betrachtung können je nach Aikidō-Stil oder Variante der Ausführung noch andere Gründe identifiziert werden.

## Klassifizierung
Als Aikidō-Lehrbeauftragter für die Schweiz hat Masatomi Ikeda ein Klassifizierungssystem für Aikido-Techniken erstellt. Das System basiert auf der Hauptbewegungsrichtung bei der Ausführung von Aikido-Techniken. Die hauptsächlichste Bewegungsrichtung bei der von ihm unterrichteten Art der Umsetzung von Kote gaeshi ist links - rechts, wobei die Angriffsrichtung und die Höhe bei der Ausführung diese Bewegungsfolge erforderlich machen.

## Ausführung mit Schwert/Bokken
Da Aikidō auf eine Vielzahl von Angriffen angewandt werden kann, sind für den Aikidōka auch viele Eingangsbewegungen möglich, welche ihn in eine zur Ausführung günstige Position bringen, aus der dann beispielsweise Kote gaeshi entwickelt wird:
Bei einem Schwertangriff erfolgt nach dem Ausweichen und der Harmonisierung mit der Angriffsbewegung die Positionierung der einen Hand am Gelenk derjenigen Hand, mit welcher bei zweihändiger Waffenführung der Schwertgriff vorne gefasst wird. Der Aikidōka umfasst das Gelenk.
Mit seiner zweiten Hand muss der Aikidō-Praktikant Kontrolle über die Bewegungen des Schwertes erlangen. Dies erreicht er, indem er dieses von oben greift und es seitlich an der Klinge fasst, allerdings ohne dass er in die Schneide greift.
Die Applizierung der Drehung ins Handgelenk kann nun optimal mit der zum Angreifer einwärts gedrehten Schwertklinge unterstützt werden. Dies wird allerdings nur erreicht, wenn die Führung des Schwertes möglichst horizontal oder mit geringer Aufwärtsdrehung geschieht.
Diese Schwertführung entgegen dem Angreifer hat zur Folge, dass dieser quasi von seinem eigenen Schwert bedroht wird.
Bei Ausführung der Technik in der Variante mit ausgeprägt vertikaler Rotation des Schwertes muss dieses nicht mit der zweiten Hand geführt werden. Sie kann stattdessen zur Unterstützung des Griffs am Handgelenk eingesetzt werden.
In diesem Fall ist ausschließlich der Hebel direkt aufs Handgelenk wirksam.
Weitere Varianten sind möglich.

## Ausführung ohne Schwert/Bokken
Die Ausführung der Technik erfolgt ohne Schwert, respektive Bokken, analog: Der Aikidōka positioniert sich zur Ausführung der Technik mittels Ausweich- und Eintrittsbewegungen günstig auf der äußeren Seite des Arms des Angreifers.
Die Positionsänderung oder der Wurf kann nun einerseits durch direkte Krafteinwirkung auf das Handgelenk erzwungen werden. Dabei ist es möglich, dies zusätzlich durch das Greifen mit der zweiten Hand am Handgelenk zu intensivieren.
Diese Form der Ausführung bringt es mit sich, dass die Hebelwirkung direkt entgegen der Bewegungsrichtung des Angreifers appliziert wird und an und für sich die Kraft beider Kontrahenten gegeneinander wirken.
Im Aikidō sind allerdings direkt entgegengesetzte Krafteinwirkungen unerwünscht. So ist es auch ohne Wirkungsverlust möglich, dass der Aikidōka die Rotation des Handgelenks ein klein wenig verzögert, indem er die Angriffsbewegung weiter führt. Dies erzeugt eine Kreisbewegung beider Kontrahenten. Die Position des Aikidōkas bildet den Drehpunkt und der Angreifer bewegt sich peripher dazu. Die nun applizierte Handgelenkdrehung enthält mit dem synchronisierten Masseneinsatz beider Parteien sehr viel mehr Dynamik und der Wurf entsteht ohne entgegengesetzte Kräfte vorwiegend aufgrund des gesamten Bewegungsmoments.
Eine weitere Motivation für eine unmittelbare Positionsänderung des Angreifers, oder anders ausgedrückt: Ein Grund für den Wurf kann herbeigeführt werden, indem der Aikidōka nach der Ausweich- und Eintrittsbewegung mit seinem zweiten Arm einen direkten Schlag frontal zum Gesicht des Angreifers ausführt. Um nicht getroffen zu werden, muss der Angreifer sich dieser Bedrohung entziehen, indem er dem Schlag nach unten auszuweichen versucht. Die Ausweichbewegung kann wiederum in eine Rotation überführt werden.
Eine Variation dieser Ausführung besteht darin, dass die frontal ausgeführte Bedrohung zum Angreifer nicht als Schlag mit der Hand, sondern mit dem Ellbogen geführt wird. Der Angreifer versucht sich dieser Bedrohung zu entziehen, indem er seine frontale Angriffsrichtung ändert und sich seitlich zum Aikidōka bewegt. Dieser plötzliche Richtungswechsel kann vom Aikidō-Praktiziernden mit einer seitlichen Bewegung – links / rechts – und der Rotation ins Handgelenk in einen Wurf überführt werden.
Diese Variante der Ausführung entspricht der Bedrohung des Angreifers mit seinem eigenen Schwert.

## Abschluss der Technik mittels Immobilisation
Alle Varianten von Kote gaeshi können in eine Immobilisation überführt werden. Dabei entspricht die Festhaltetechnik (japanisch Osae-waza) derjenigen von Nikyō.
Variationen der Ausführung sind in allen Aikido-Stilen möglich, wobei jedoch die Prinzipien beibehalten werden.